# The Roaring Silence
The Roaring Silence je sedmé studiové album anglické progresivně rockové skupiny Manfred Mann's Earth Band, vydané v roce 1976 u Bronze Records.

## Seznam skladeb
| Pořadí         | Název                           | Autor                          | Délka |
| -------------- | ------------------------------- | ------------------------------ | ----- |
| 1.             | Blinded by the Light            | Springsteen                    | 7:08  |
| 2.             | Singing the Dolphin Through     | Heron                          | 8:19  |
| 3.             | Waiter There's a Yawn in My Ear | Mann                           | 5:39  |
| 4.             | The Road to Babylon             | Mann, Slade, Rogers, Pattenden | 6:53  |
| 5.             | This Side of Paradise           | Mann, Slade, Rogers, Pattenden | 4:47  |
| 6.             | Starbird                        | Mann, Slade                    | 3:09  |
| 7.             | Questions                       | Mann, Slade                    | 4:00  |
| Celková délka: | Celková délka:                  | Celková délka:                 | 47:01 |

## Obsazení
- Manfred Mann – klávesy, doprovodný zpěv
- Colin Pattenden – baskytara
- Dave Flett – sólová kytara
- Chris Hamlet Thompson – zpěv, rytmická kytara
- Chris Slade – bicí, perkuse, doprovodný zpěv

&
- Doreen Chanter – doprovodný zpěv
- Irene Chanter – doprovodný zpěv
- Susanne Lynch – doprovodný zpěv
- Mick Rogers – doprovodný zpěv
- Barbara Thompson – saxofon